# Siatka pomiarowa
Siatka pomiarowa - system współrzędnych zakładany przed przystąpieniem do archeologicznych prac badawczych.
W pierwszej kolejności wyznaczana jest oś główna czyli magistrala stanowiska. Następnie wytycza się linię prostopadłą do osi. Naniesione na plan stanowiska archeologicznego punkty umieszczane są w terenie na bezpiecznym miejscu, takim gdzie nie grozi im przesunięcie.
Magistrala oraz linia do niej prostopadła są liniami wyjściowymi przy tworzeniu systemu współrzędnych czyli siatki pomiarowej. 
Siatka pomiarowa składa się z przecinających się pod kątem prostym linii dzielących obszar stanowiska na równe kwadraty. Najczęściej jest stosowany podział na kwadraty o powierzchni jednego ara (10x10m), stąd częsta nazwa - siatka arowa. Punkty przecięcia linii w razie potrzeby zaznaczane są na stanowiskach za pomocą szpil lub kołków. Zazwyczaj nie jest konieczne oznaczanie każdego punktu przecięcia. 
Osie siatki powinny być zorientowane według kierunków geograficznych (oś x - W-E, oś y - N-S).
Niezwykle ważne jest jak najdokładniejsze wyznaczenie kierunków osi ponieważ to właśnie na nich będą opierać się wszystkie późniejsze pomiary. Orientacja kierunków świata dokonywana jest przy pomocy busoli geologicznej. Kwadraty należy oznaczać tak, by każdy miał swoje jedno niepowtarzające się na stanowisku oznaczenie. Pozwala to uniknąć wielu błędów i nieporozumień.